# Bridelia exaltata
Bridelia exaltata là một loài thực vật có hoa trong họ Diệp hạ châu. Loài này được F.Muell. mô tả khoa học đầu tiên năm 1862.

## Hình ảnh

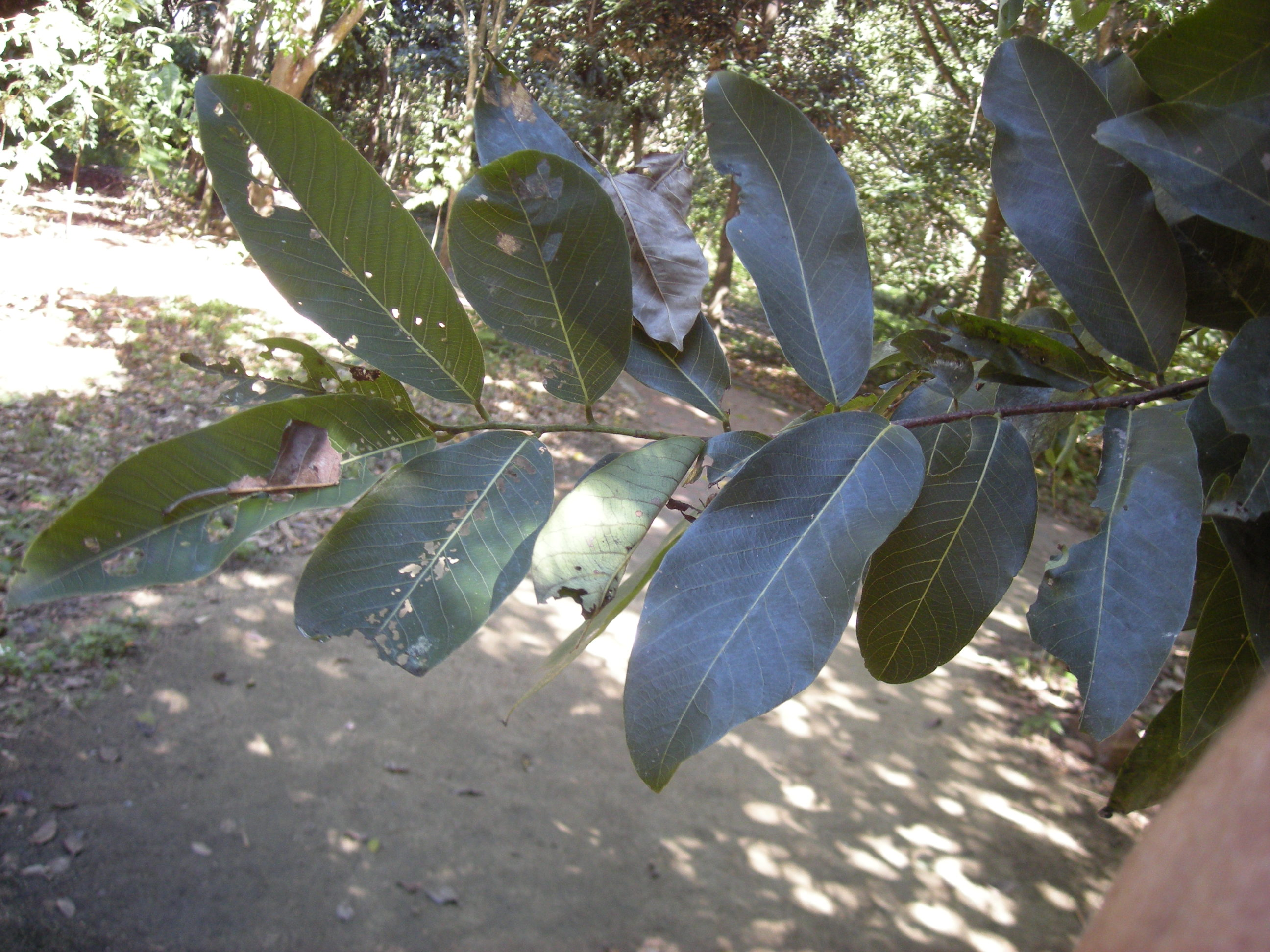
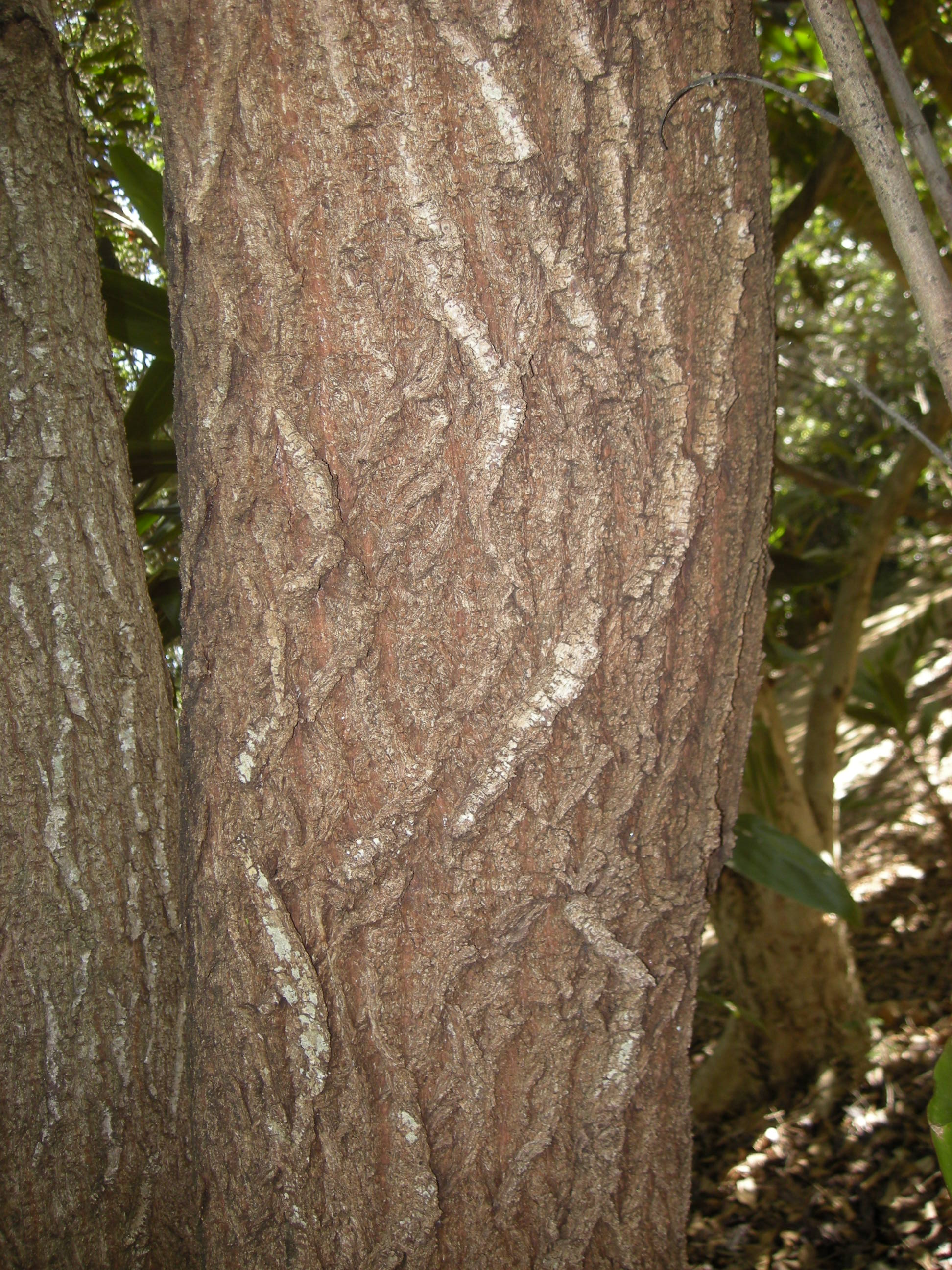